# 大坎波
大坎波是巴西阿拉戈斯州的一个市镇。总面积166平方公里，总人口8855人，人口密度53.3人/平方公里。